# Indianapolis 500 1922

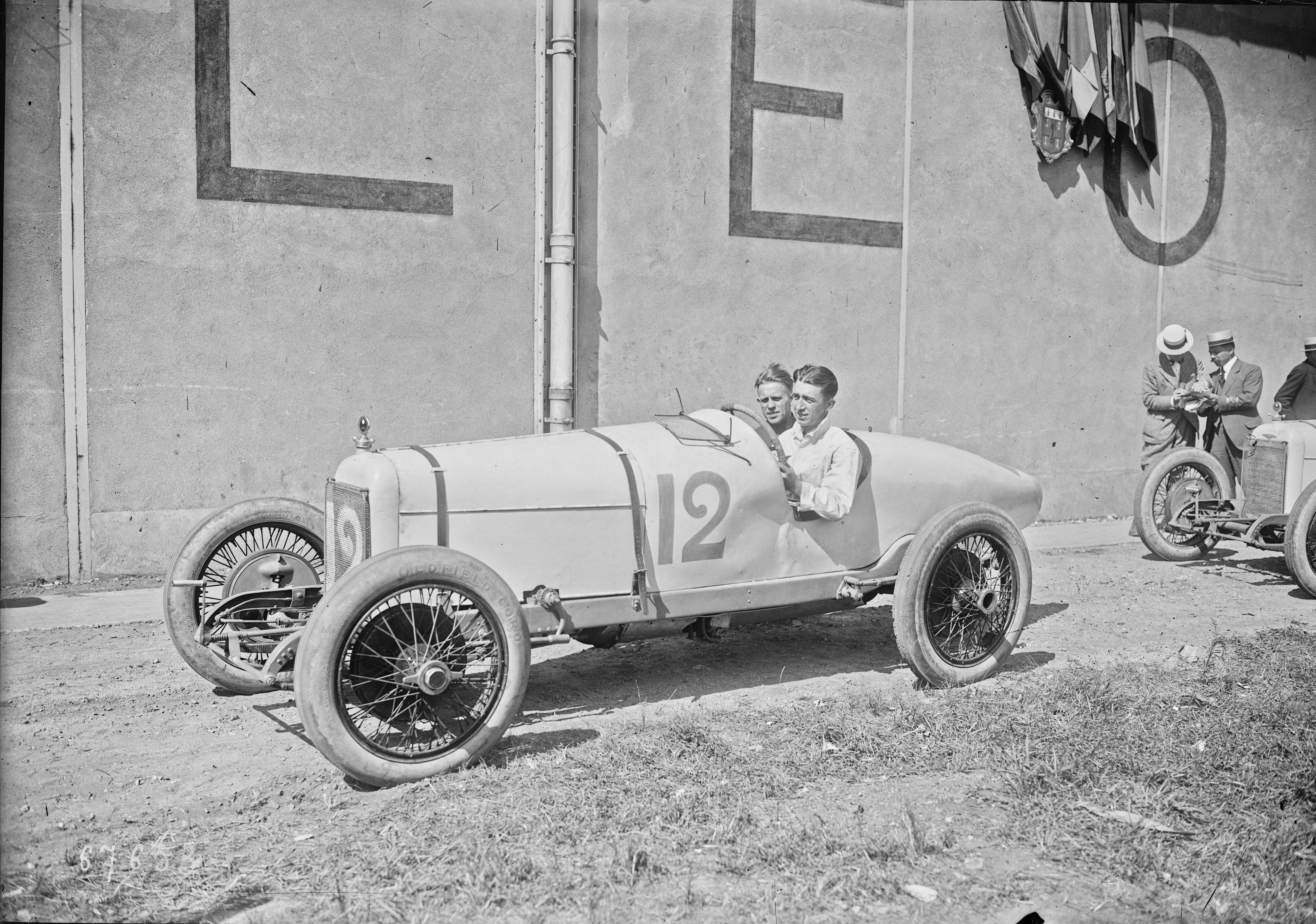
Jimmy Murphy im siegreichen Duesenberg, hier beim Großen Preis von Frankreich 1921

Das 10. Indianapolis 500 (offiziell 10th 500 Mile International Sweepstakes Race) auf dem Indianapolis Motor Speedway fand am 30. Mai 1922 statt.

## Das Rennen
Das Rennen ging über eine Distanz von 200 Runden à 4,023 km, was einer Gesamtdistanz von 804,672 km entspricht. Aus der Pole-Position startete Jimmy Murphy mit einer Vierrunden-Durchschnittszeit von 5:58.24 Min. oder 100,5 mph (161,7 km/h). Das Rennen war der elfte Lauf zur AAA-Saison 1922. Die Prämie für den Sieger betrug 28.075 US-Dollar (entspricht 2025 ca. 453.800 Euro).

## Ergebnisse

### Startaufstellung
| Reihe | Nr. | Innen            | Nr. | Mitte           | Nr. | Außen           |
| ----- | --- | ---------------- | --- | --------------- | --- | --------------- |
| 1     | 35  | Jimmy Murphy     | 12  | Harry Hartz     | 17  | Ralph DePalma   |
| 2     | 4   | Leon Duray       | 5   | Ralph Mulford   | 2   | Roscoe Sarles   |
| 3     | 24  | Jerry Wunderlich | 9   | Frank Elliott   | 1   | Ira Vail        |
| 4     | 7   | Peter DePaolo    | 34  | Cliff Durant    | 26  | Tom Alley       |
| 5     | 21  | I. P. Fetterman  | 31  | Ora Haibe       | 27  | L. L. Corum     |
| 6     | 3   | Erwin Baker      | 10  | Joe Thomas      | 25  | Wilbur D’Alene  |
| 7     | 22  | Douglas Hawkes   | 23  | Jules Ellingboe | 19  | C. Glenn Howard |
| 8     | 14  | Jules Goux       | 15  | Eddie Hearne    | 8   | Tommy Milton    |
| 9     | 6   | Art Klein        | 16  | Howdy Wilcox    | 18  | Jack Curtner    |

### Schlussklassement
| Pos. | Nr. | Fahrer                                                                            | Chassis    | Motor       | Zeit/Rückstand             | Qualifikation ø 4 Rd. mph | Start |
| ---- | --- | --------------------------------------------------------------------------------- | ---------- | ----------- | -------------------------- | ------------------------- | ----- |
| 1    | 35  | Jimmy Murphy                                                                      | Duesenberg | Miller      | 5:17:30.79 Std. 94,484 mph | 100,500                   | 1     |
| 2    | 12  | Harry Hartz (R)                                                                   | Duesenberg | Duesenberg  | 200                        | 99,970                    | 2     |
| 3    | 15  | Eddie Hearne                                                                      | Ballot     | Ballot      | 200                        | 95,600                    | 23    |
| 4    | 17  | Ralph DePalma (W)                                                                 | Duesenberg | Duesenberg  | 200                        | 99,550                    | 3     |
| 5    | 31  | Ora Haibe abgelöst Jules Ellingboe Rd. 178 – 200                                  | Duesenberg | Duesenberg  | 200                        | 92,900                    | 14    |
| 6    | 24  | Jerry Wunderlich (R) abgelöst Jules Ellingboe Rd. 101 – 165                       | Duesenberg | Duesenberg  | 200                        | 97,760                    | 7     |
| 7    | 21  | I. P. Fetterman (R) abgelöst Phil Shafer Rd. 107 – 175                            | Duesenberg | Duesenberg  | 200                        | 93,280                    | 13    |
| 8    | 1   | Ira Vail abgelöst Dave Koetzla Rd. 104 – 200                                      | Duesenberg | Duesenberg  | 200                        | 96,750                    | 9     |
| 9    | 26  | Tom Alley                                                                         | Frontenac  | Frontenac   | 200                        | 94,050                    | 12    |
| 10   | 10  | Joe Thomas abgelöst Wade Morton Rd. 17 – 112 abgelöst Peter DePaolo Rd. 113 – 200 | Duesenberg | Duesenberg  | 200                        | 88,800                    | 17    |
| 11   | 3   | Erwin Baker (R)                                                                   | Frontenac  | Frontenac   | 200                        | 89,600                    | 16    |
| 12   | 34  | Cliff Durant abgelöst Dave Lewis                                                  | Miller     | Miller      | 200                        | 95,850                    | 11    |
| 13   | 22  | Douglas Hawkes (R)                                                                | Bentley    | Bentley     | 200                        | 81,900                    | 19    |
| 14   | 18  | Jack Curtner (R) abgelöst Homer Ormsby                                            | Ford T     | Fronty-Ford | 160                        | —                         | 21    |
| 15   | 25  | Wilbur D’Alene                                                                    | Frontenac  | Frontenac   | 160                        | 87,800                    | 18    |
| 16   | 9   | Frank Elliott (R) abgelöst Art Klein abgelöst Roscoe Sarles                       | Miller     | Miller      | 195 (Radaufhängung)        | 97,750                    | 8     |
| 17   | 27  | L. L. Corum (R)                                                                   | Frontenac  | Frontenac   | 169 (Motor)                | 89,650                    | 15    |
| 18   | 19  | C. Glenn Howard (R)                                                               | Ford T     | Fronty-Ford | 165 (Motor)                | 83,90                     | 27    |
| 19   | 5   | Ralph Mulford                                                                     | Frontenac  | Frontenac   | 161 (Defekt)               | 99,200                    | 5     |
| 20   | 7   | Peter DePaolo (R)                                                                 | Frontenac  | Frontenac   | 110 (Unfall)               | 96,200                    | 10    |
| 21   | 6   | Art Klein                                                                         | Frontenac  | Frontenac   | 105 (Unfall)               | 87,150                    | 25    |
| 22   | 4   | Leon Duray (R)                                                                    | Frontenac  | Frontenac   | 94 (Radaufhängung)         | 99,250                    | 4     |
| 23   | 2   | Roscoe Sarles                                                                     | Frontenac  | Frontenac   | 88 (Defekt)                | 98,000                    | 6     |
| 24   | 8   | Tommy Milton (W)                                                                  | Milton     | Miller      | 44 (Tankleck)              | 94,400                    | 24    |
| 25   | 14  | Jules Goux (W)                                                                    | Ballot     | Ballot      | 25 (Radaufhängung)         | 96,950                    | 22    |
| 26   | 23  | Jules Ellingboe                                                                   | Duesenberg | Duesenberg  | 25 (Unfall)                | 95,500                    | 20    |
| 27   | 16  | Howdy Wilcox (W)                                                                  | Peugeot    | Peugeot     | 7 (Ventile)                | 86,100                    | 26    |

(W) = früherer Gewinner / (R) = Rookie / alle Starter auf Firestone-Reifen

### Führungsrunden
| Fahrer        | Anzahl |
| ------------- | ------ |
| Jimmy Murphy  | 153    |
| Harry Hartz   | 42     |
| Peter DePaolo | 3      |
| Leon Duray    | 2      |